# Stazione idrometrica sperimentale di Santhià

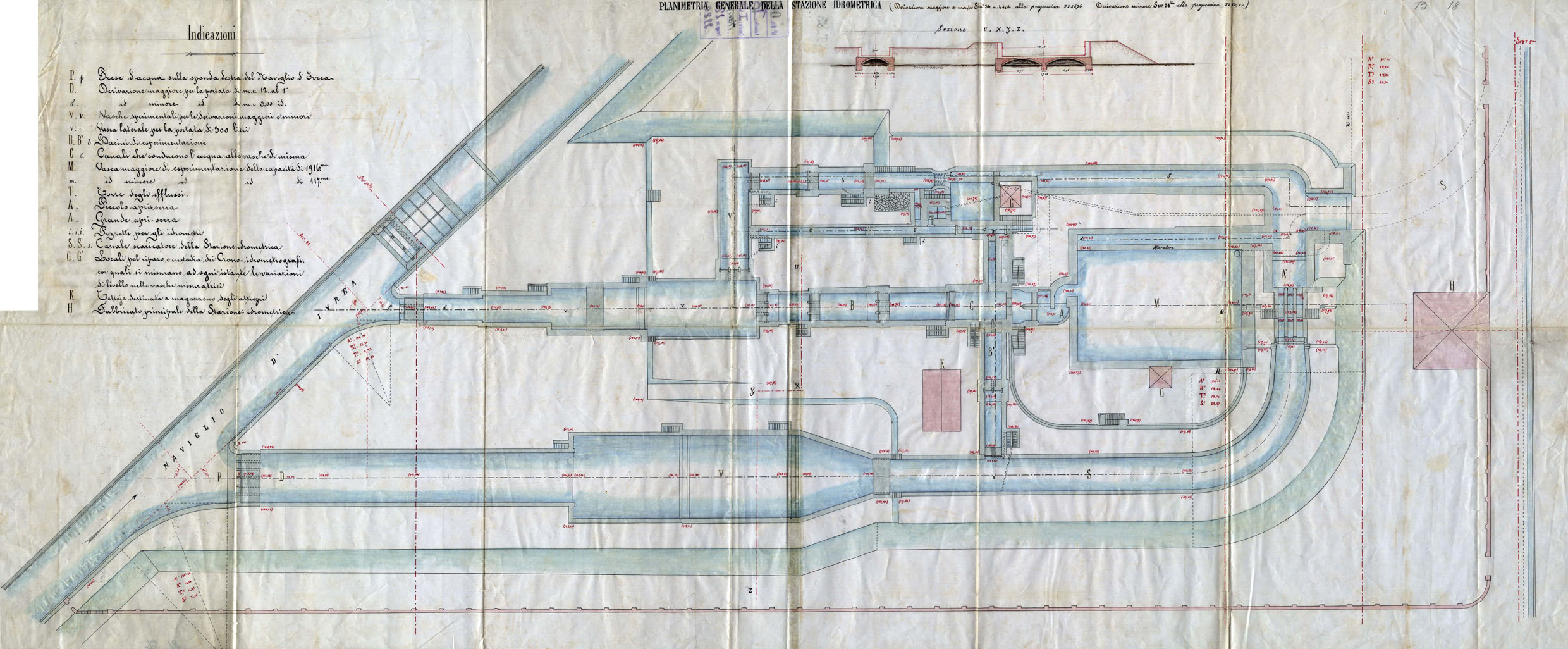
Planimetria di progetto della stazione idrometrica. Archivio storico delle acque e terre irrigue. Associazione irrigazione est Sesia

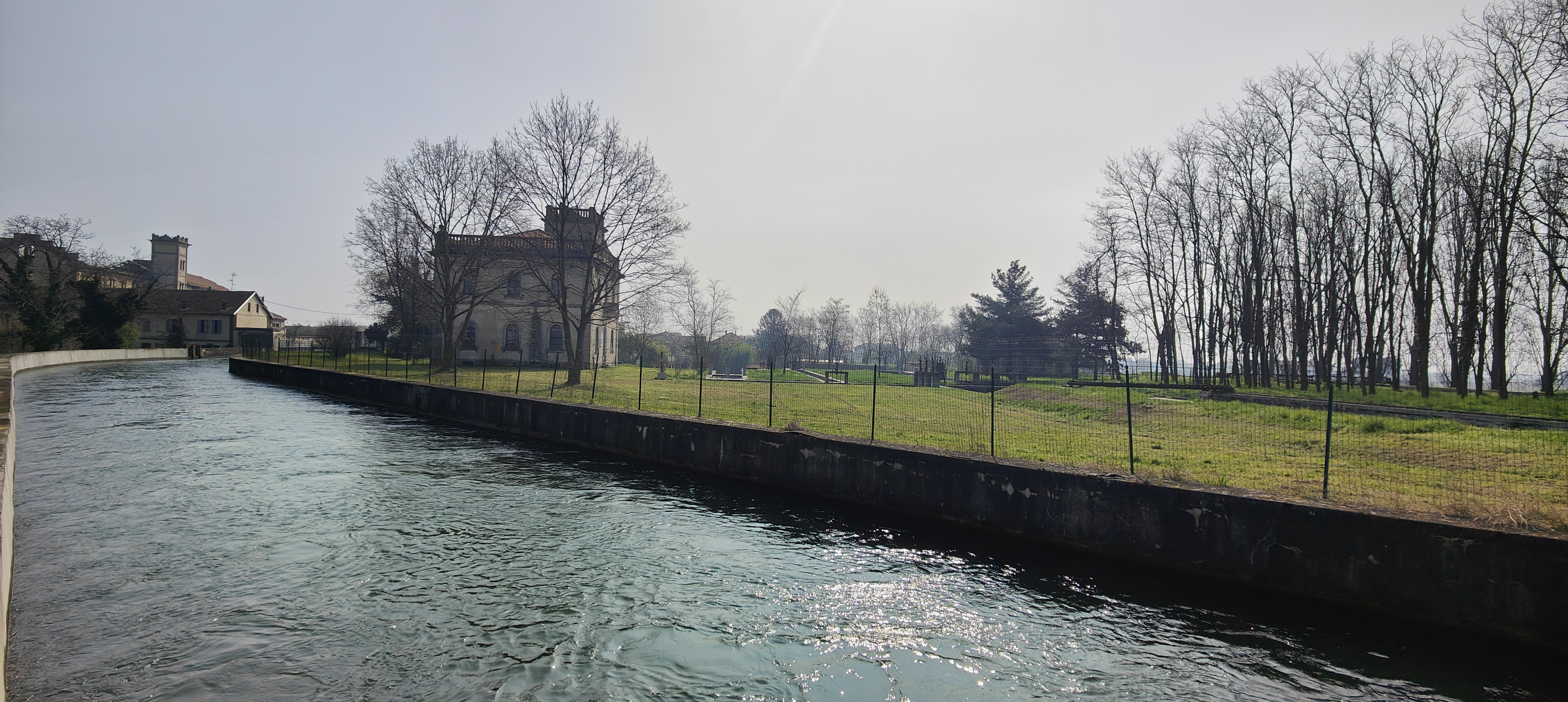
L'elegante palazzina degli uffici che si trova a poca distanza dal centro cittadino e il naviglio. Le attività cessarono nel 1922.. La proprietà è della Regione Piemonte

La Stazione Idrometrica Sperimentale è un complesso di edifici e manufatti idraulici la cui realizzazione è iniziata nel 1903 nel Comune di Santhià, in adiacenza al Naviglio di Ivrea, di cui utilizza le acque. Venne realizzata per riprodurre, a scala reale ed in ambiente controllato, le derivazioni idriche del Canale Cavour e misurarne le portate. La Stazione è rimasta inutilizzata dopo la Prima Guerra Mondiale. Attualmente è in consegna alla Coutenza Canali Cavour, costituita da Associazione irrigazione Est Sesia e Associazione d'irrigazione Ovest Sesia.

## Storia
Dopo l'inaugurazione del Canale Cavour, nel 1866, si rese necessario fondare il servizio di erogazione delle derivazioni d'acqua per scopi irrigui su leggi teoriche ed accurate sperimentazioni. Dopo alcuni anni di dibattito tecnico e politico, nel 1885 venne nominata una Commissione, con il concorso del Ministero dei Lavori Pubblici, dell'Agricoltura e della Pubblica Istruzione, per elaborare il progetto di una stazione idrometrica sperimentale. Il 14 agosto 1886 il progetto venne approvato dal Consiglio Superiore dei Lavori Pubblici ma si dovette attendere fino al 6 agosto 1903 perché il disegno di legge che definiva il finanziamento dell'opera venisse approvato dal Parlamento. 

## Descrizione
La Stazione Idrometrica di Santhià nacque per rispondere all’esigenza di tarare in modo preciso gli strumenti tipici per la misurazione delle portate ed in particolare portate decisamente superiori a quelle utilizzate in laboratorio. Il duplice intento di rispondere ad esigenze pratiche, ma anche a quelle legate alla ricerca sperimentale nell’ambito delle discipline idrauliche, fu lo spirito che ispirò la sua realizzazione.
Le strutture e i fabbricati che compongono l’impianto complessivo della Stazione Idrometrica di Santhià sono i seguenti:
- presa maggiore
- prima vasca
- seconda vasca
- canale della presa maggiore
- grande apri serra
- paratoie a monte del grande apri serra
- vasca di misura
- vasca di sperimentazione laterale
- presa minore
- vasche di smorzamento
- apri serra delle medie portate
- vasca di sperimentazione laterale
- torre degli efflussi
- piccola vasca misuratrice

- secondo canale della vasca di sperimentazione laterale
- apri serra Colli
- palazzina della Direzione

## Galleria d'immagini

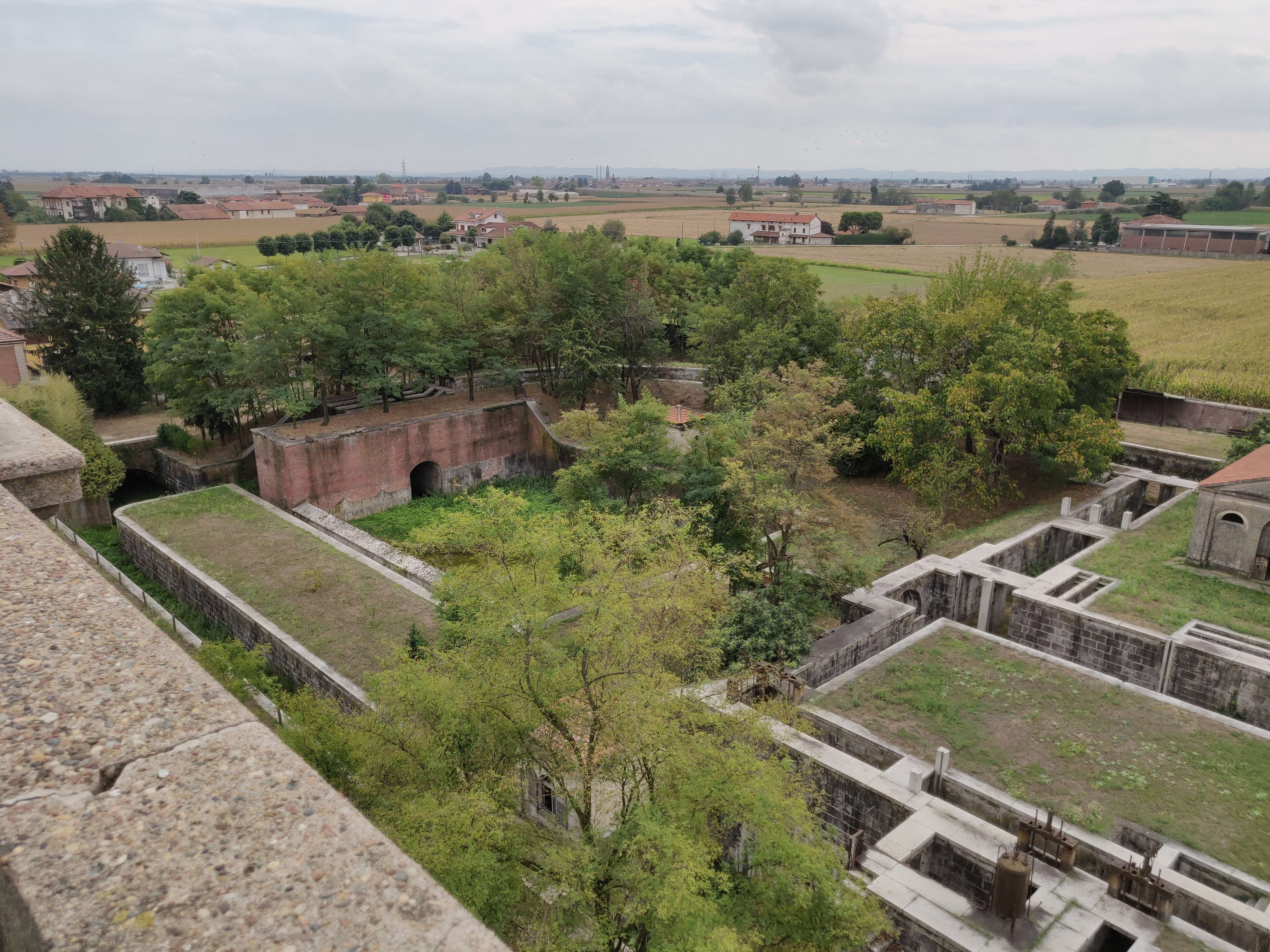
La stazione idrometrica di Santhià, zona Est
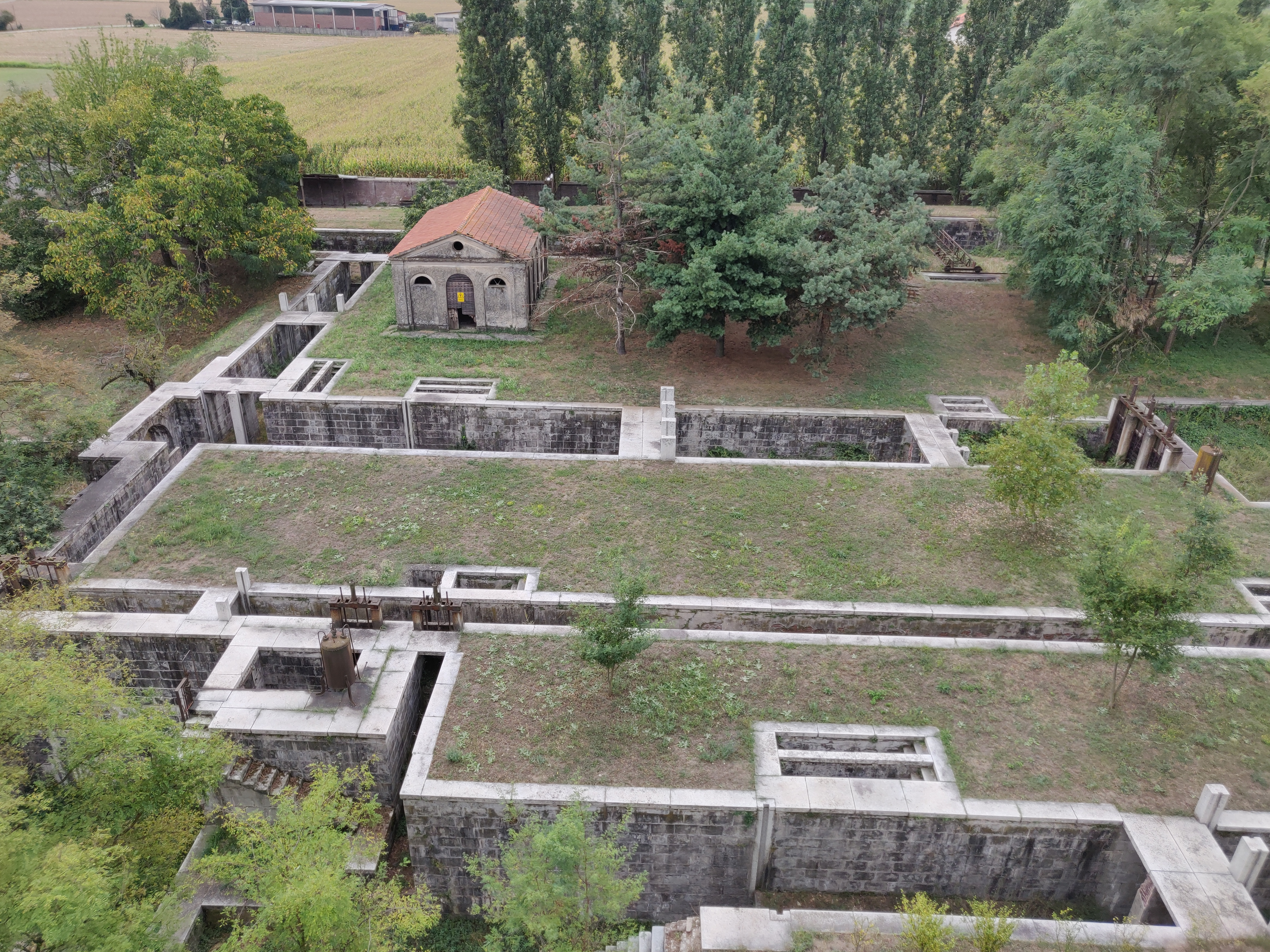
La stazione idrometrica di Santhià, zona centrale
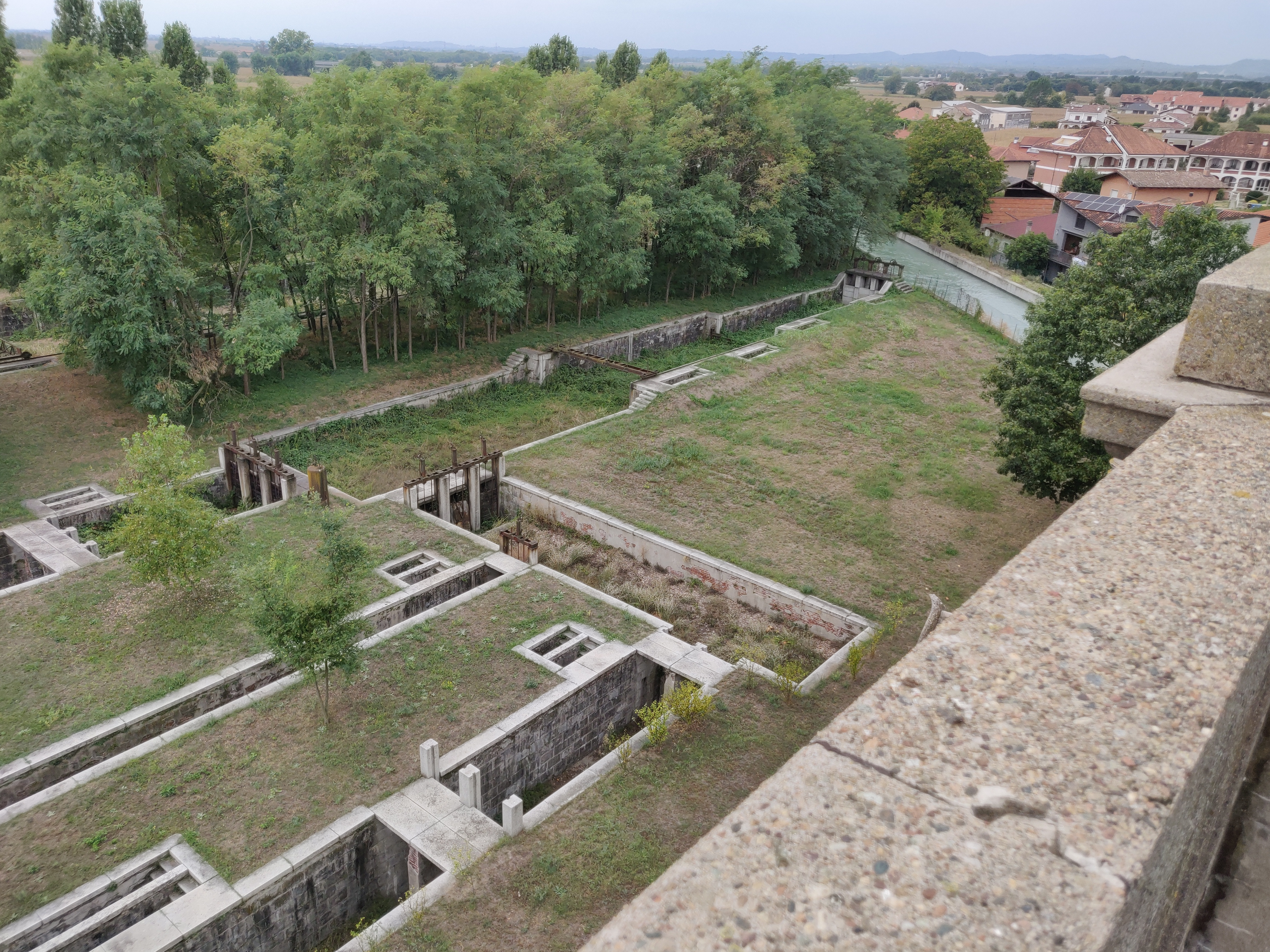
La stazione idrometrica di Santhià, zona Ovest, vista dalla torre della palazzina della Direzione con la presa minore dal Naviglio di Ivrea
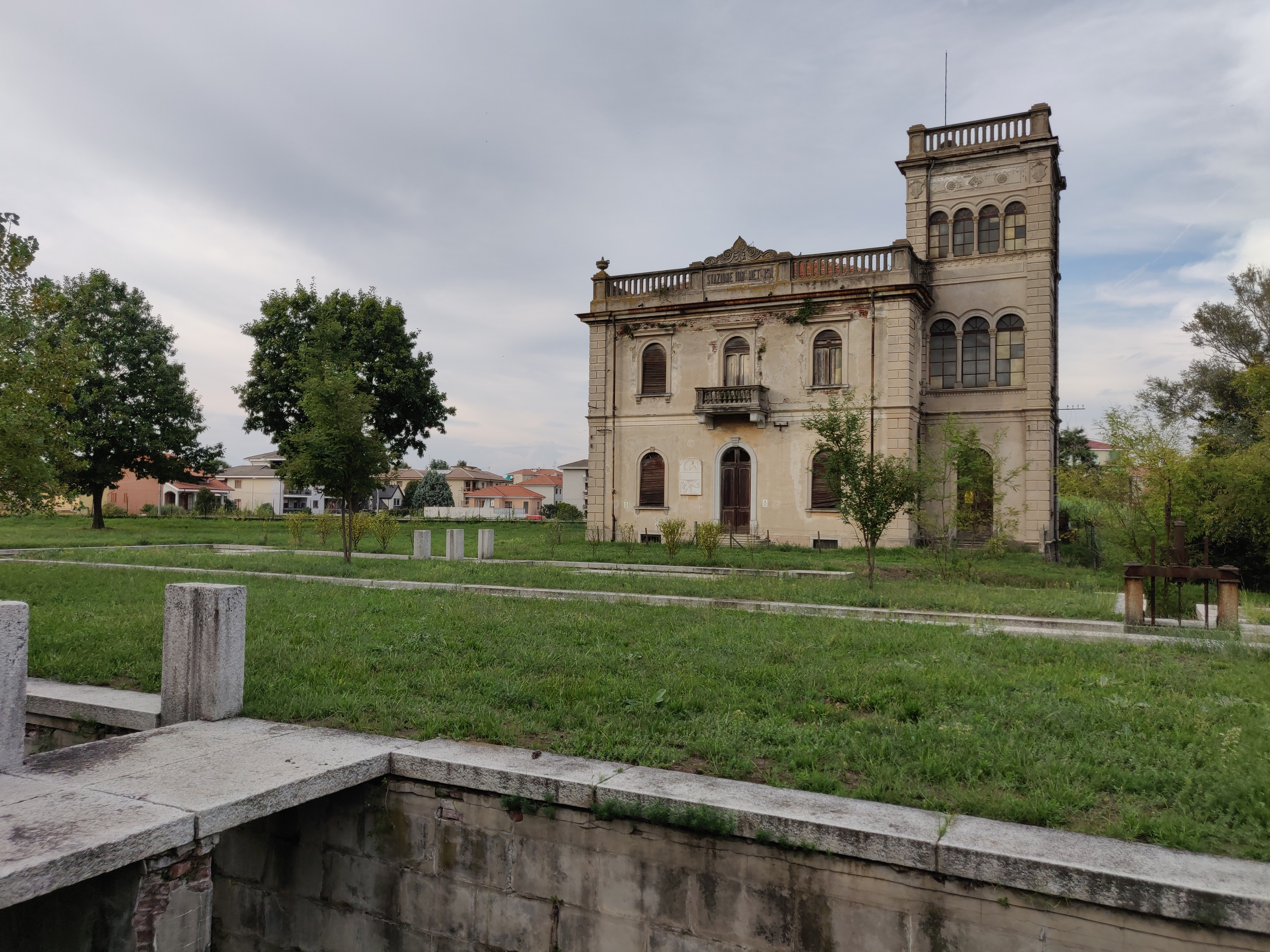
La palazzina della direzione